# Hu Feng
Hu Feng (en chino simplificado, 胡风; pinyin, Hú Fēng: Qichun, 2 de noviembre de 1902 – Pekín, 8 de junio de 1985) fue un escritor, poeta y teórico literario marxista chino. Fue un miembro destacado de la Liga de Escritores de Izquierda. Después de la fundación de la República Popular China, Hu Feng se convirtió en miembro del Primer Congreso Popular Nacional de China, pero luego fue duramente perseguido como jefe de la «camarilla contrarrevolucionaria de Hu Feng». La persecución se convirtió en una purga política masiva que afectó a numerosos escritores. Fue rehabilitado por primera vez en 1980 y completamente rehabilitado, póstumamente, en 1988.

## Biografía

### Infancia y estudios
Hu Feng nació en la pequeña localidad de Qichun en la prefectura de Hubei el 2 de noviembre de 1902. Hijo de un artesano de tofu, empezó a ir a la escuela en su pueblo en 1913 y en 1920 entró en la escuela secundaria de Wuchang, capital de Hubei. posteriormente se trasladó a la escuela secundaria afiliada a la Universidad Nacional del Sureste (en chino tradicional, 国立东南大学附属中学, actualmente es una escuela secundaria afiliada a la Universidad Normal de Nankín, que también fue la escuela donde estudió el escritor Ba Jin. Allí se unió a la Liga de la Juventud Socialista de China.
En 1925, participó en el Movimiento del 30 de mayo y más tarde ese mismo año ingresó en la Universidad de Pekín. En 1926, se trasladó a la Universidad de Tsinghua para estudiar literatura occidental. Poco después abandonó la escuela y regresó a su ciudad natal. Más tarde sirvió en el Kuomintang. En 1929, ingresó en la Universidad de Keio en Japón para estudiar inglés. Luego, en 1933, fue expulsado de Japón por organizar grupos antijaponeses entre sus compañeros estudiantes chinos.

### Activismo literario
Hu Feng regresó a Shanghái en 1933 y se convirtió en el jefe de publicidad y secretario ejecutivo de la Liga de Escritores de Izquierda. Allí trabó una estrecha relación con Lu Xun y al año siguiente, se casó con Mei Zhi. En 1935, editó en secreto la revista Mu Xie Wen Cong. (en chino simplificado, 木屑文丛, literalmente «El diario del serrín»), que se publicó con la ayuda de Kanzō Uchiyama. En 1936, cofundó y coeditó la revista The Petrel (en chino simplificado, 海燕) junto con otros escritores, que publicaron las obras de Lu Xun y otros autores, incluidos Nie Gannu, Xiao Jun y Wu Xiru.
Después de que estallara la segunda guerra sino-japonesa en 1937, Hu Feng se convirtió en el editor jefe de la revista Julio (en chino simplificado, 七月). Según Ruth Y.Y. Hung, «Hu y sus escritores asociados, los poetas de la revista Julio, hicieron distinciones paradigmáticas entre lo nuevo y lo viejo, el verso libre y las formas nacionales y, por extensión, la revolución impulsada por la poesía... y la poesía para la revolución». Debido a la guerra, Hu Feng se vio obligado a trasladar la publicación su revista a Wuhan en octubre de 1937 y a Chongqing en septiembre de 1938, debido al avance japonés. Permaneció un año en Guilin, de marzo de 1942 a marzo de 1943, y luego regresó a Chongqing. En 1945, se convirtió en el editor jefe de la revista Esperanza (en chino simplificado, 希望).
Después del final de la guerra civil china y la subsiguiente fundación de la República Popular China en 1949, Hu Feng se convirtió en miembro de la Federación China de Círculos Literarios y Artísticos, de la Asociación de Escritores de China y del Primer Congreso Nacional Popular de China. Durante este tiempo, escribió el poema El tiempo ha comenzado (en chino simplificado, 时间开始了), que es una larga epopeya histórica que celebra la fundación de la República Popular China.

### Persecución política

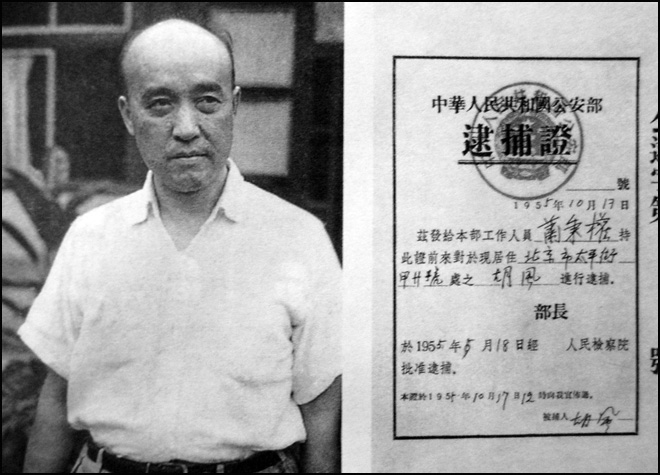
Izquierda: Hu Feng en 1954; derecha: Orden de arresto de Hu Feng, emitida por el Ministerio de Seguridad Pública de China en 1955

La teoría literaria de Hu Feng a menudo entraba en conflicto con las de los comunistas chinos ortodoxos en cuanto a ideología, como Zhou Yang y Mao Zedong, especialmente en la cuestión de la «forma nacional». Ruth Y.Y. Hung observó que, «para Hu, cualquier tipo de formulismo en general, y las formas nacionales tradicionales y populares en particular, derivaban de una ética de "clase dominante" de Confucio y no tenían prerrogativa alguna sobre la Nueva Poesía». En las décadas de 1940 y 1950, la teoría de Hu Feng fue criticada con frecuencia.
En 1951, algunos escribieron a Wen Yi Bao para pedirle que criticara nuevamente la teoría literaria de Hu Feng. A principios de 1952, Wen Yi Bao publicó estas cartas.
En julio de 1954, presentó un informe de 300.000 palabras, titulado «Informe sobre la situación real de la literatura y el arte desde la liberación», al Buró Político del Comité Central del Partido Comunista de China. En enero de 1955, el Departamento de Publicidad del Partido Comunista Chino presentó un informe al Comité Central del Partido Comunista de China (CCPCCh) solicitando que criticara a Hu Feng.
A principios de mayo de 1955, Shu Wu presentó su correspondencia con Hu Feng y otros materiales, en los que acusaba a Hu de formar camarillas contrarrevolucionarias. Mao escribió un prólogo a las cartas y materiales presentados por Shu Wu y ordenó al Diario del Pueblo que los publicara bajo el título «Ciertos materiales sobre la camarilla contrarrevolucionaria de Hu Feng». El 17 de mayo, Hu Feng fue arrestado y recluido en la prisión de Qincheng, destinada a criminales políticos, y en 1965 fue condenado a 14 años de prisión. Las autoridades chinas afirmaban que unas 2100 personas fueron perseguidas, 92 arrestadas y 72 detenidas en relación con Hu. Entre ellas, 78 fueron confirmadas como miembros o cómplices de la «camarilla contrarrevolucionaria de Hu Feng» y 23 fueron consideradas miembros clave.
Durante la siguiente Revolución Cultural, Hu Feng y su esposa fueron enviados a Lushan en la prefectura de Sichuan, para su reeducación laboral. Hu Feng fue arrestado nuevamente en noviembre de 1967. En enero de 1970, fue acusado de profanar el retrato de Mao y condenado a cadena perpetua.

### Rehabilitación y muerte
En 1979, fue liberado de la prisión. En septiembre de 1980, fue parcialmente rehabilitado cuando el Comité Central del Partido Comunista de China (CCPCCh) revocó su decisión sobre la «camarilla contrarrevolucionaria de Hu Feng», aunque no revocó las acusaciones anteriores que pesaban contra él. Luego fue nombrado miembro permanente de la Conferencia Consultiva Política del Pueblo Chino y restituido como miembro de la Federación China de Círculos Literarios y Artísticos y miembro de la Asociación de Escritores de China.
Hu Feng murió de cáncer en Pekín el 8 de junio de 1985. El Ministerio de Seguridad Pública de China canceló algunas de las acusaciones que aún pesaban contra él en abril de 1986, y el CCPCCh canceló todas las acusaciones en junio de 1988.

## Obras y traducciones
Además de su trabajo como editor y escritor, también fue traductor y teórico literario. En 1935, tradujo la historia de Yang Kui The News Deliverer (新聞配達夫 Shinbun Haitatsufu?) del japonés al chino (en chino simplificado, 送报夫). También tradujo algunos cuentos escritos en japonés por autores de Taiwán y Corea, que fueron publicados en su conjunto en la colección Shan Ling («El espirito de la montaña», en chino simplificado, 山灵) en abril de 1936.
Hu Feng publicó varias obras teóricas en la década de 1940. En 1941, publicó Lun Minzu Xingshi Wenti («Sobre las formas nacionales», en chino simplificado, 论民族形式问题). En 1943 publicó Minzu Zhanzheng Yu Wenyi Xingge («La guerra nacional y la disposición de la literatura y el arte», en chino simplificado, 民族战争与文艺性格). en 1948 y publicó Lun Xianshizhuyi De Lu («En el camino del realismo», en chino simplificado, 论现实主义的路).